# Tombor Jenő
Tombor Jenő, Tombor Jenő Alfréd Elemér (Nyitra, 1880. március 3. – Budapest, 1946. július 25.) magyar katonatiszt, honvédelmi miniszter, gyógyszerész, újságíró.

## Élete
Tombor Kornél és Miklóssy Laura fiaként született. 1899-ben végezte el a Ludovika Akadémiát. Ezt követően tanulmányait a bécsi hadiiskolában folytatta. Az első világháborúban a fronton szolgált, 1918-ban már vezérkari alezredes volt. A Tanácsköztársaság idején a hadügyi népbiztosság vezérkari főnöke volt. Stromfeld Auréllal együtt szervezte meg a sikeres északi hadjáratot. Még Tanácsköztársaság alatt letartóztatták és vádat emeltek ellene, de bűncselekmény hiányában a bíróság felmentette. Ennek ellenére a Honvédelmi Minisztérium nyugdíjazta.
A kommunisták leverése után beiratkozott az egyetemre és megszerezte a gyógyszerészi és vegyészdoktori oklevelet. Az 1930-as években újságíró lett, többek között Bajcsy-Zsilinszky Endre lapjának, a Szabadságnak volt a munkatársa. 1945-ben felmentették minden ellene hozott intézkedés alól. Előbb vezérőrnagyi, majd vezérezredesi rangot kapott.
1945 júniusában beválasztották az Ideiglenes Nemzetgyűlésbe, majd az 1945-ös választáson a Kisgazdapárt országos listájáról ismét bejutott a parlamentbe, ahol november 15-étől haláláig honvédelmi miniszter a Tildy-kormányban és a Nagy Ferenc-kormányban. Halálát szívizomelfajulás, szívgyengeség okozta. Felesége Boleman Janka Jolán Irén volt, aki 1951. október 18-án hunyt el Budapesten 68 éves korában.

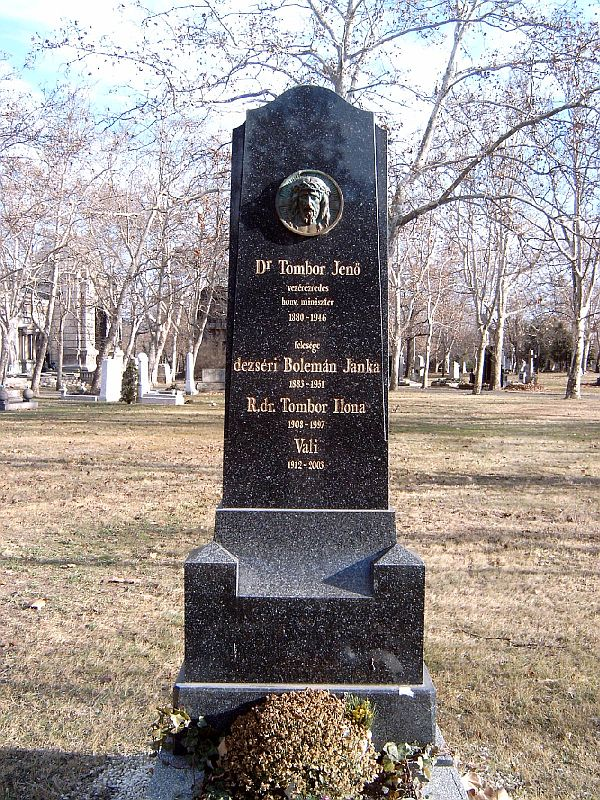
Tombor Jenő sírja Budapesten. Kerepesi temető: 19-1-25.

## Művei
- A higany meghatározása sulfid alakjában; Elek Ny., Bp., 1930